# Monte Forel
O monte Forel é uma montanha no sudeste da Gronelândia. Tem 3360 metros de altitude e é o segundo ponto mais elevado da ilha, após o Gunnbjørn. Fica na região de Ammassalik e faz parte da cordilheira Schweizerland, também conhecida como Alpes de Schweizerland. O pico pode ser escalado e é um dos locais turísticos da ilha.
O seu nome é uma homenagem ao limnologista suíço François-Alphonse Forel.

Monte Forel